# Goldschmied
Goldschmied ist die Berufsbezeichnung für einen Feinschmied, der Schmuck und Gegenstände aus Edelmetallen herstellt (→ Goldschmiedekunst). Der Beruf des Goldschmieds gehört zu den ältesten Metallhandwerken. Wer die Bezeichnung Goldschmied für seine geschäftliche Tätigkeit nutzen möchte, muss eine spezifische Berufsausbildung absolviert haben. Bei den Goldschmieden findet auch heute noch oft die gesamte Materialbearbeitung im eigenen Hause statt. So werden die Metalle oft selbst legiert, geschmolzen, gegossen, gewalzt und zu Blechen oder Drähten verarbeitet. Die Werkstoffe werden darüber hinaus mit einer Vielzahl von Methoden bearbeitet, beispielsweise Schmieden, Hartlöten, Nieten, Schweißen, Gravieren und Punzieren.

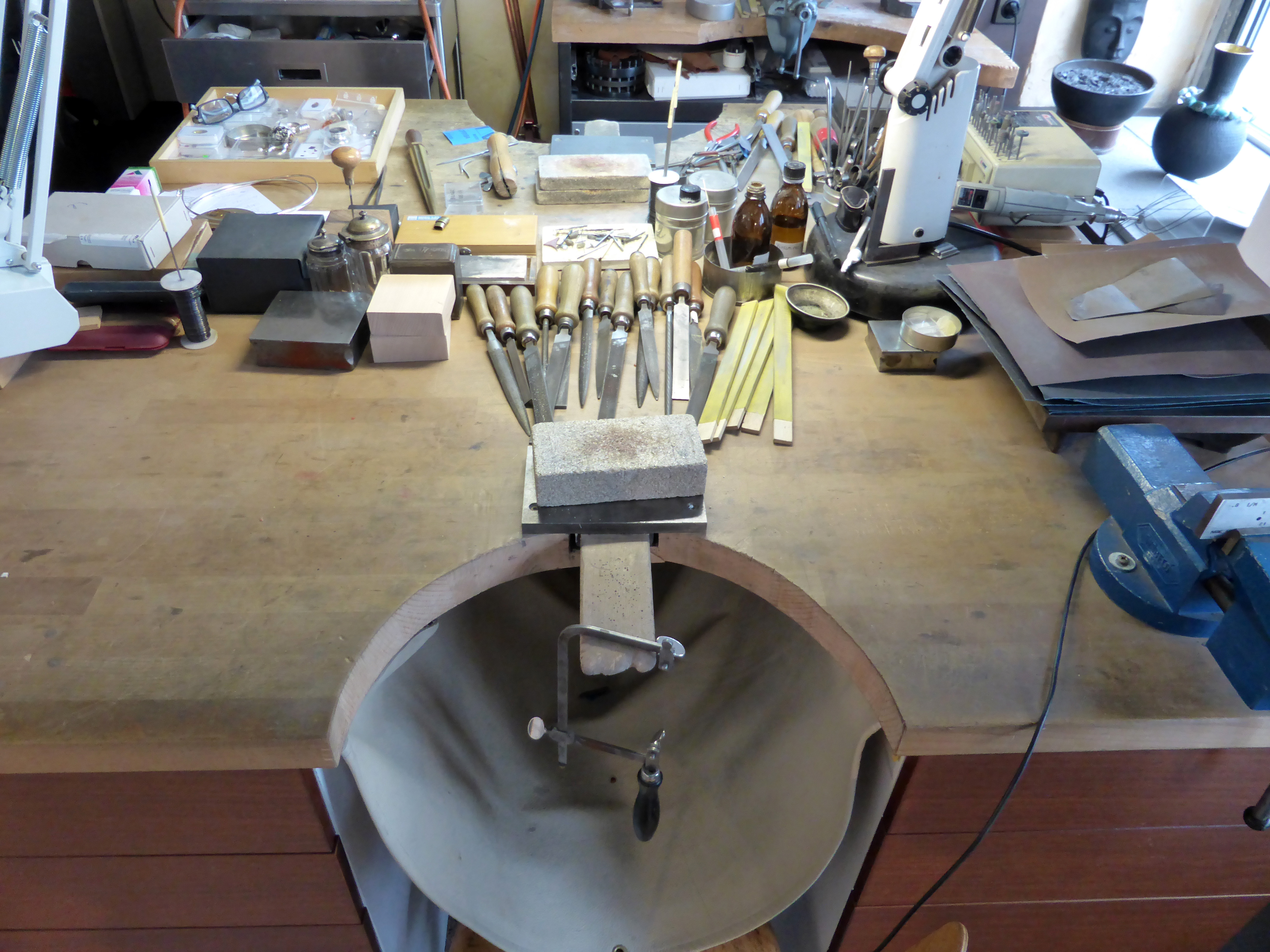
Arbeitsplatz eines Goldschmieds: Werkbrett mit muldenförmigem Fell zum Auffangen der Feilspäne

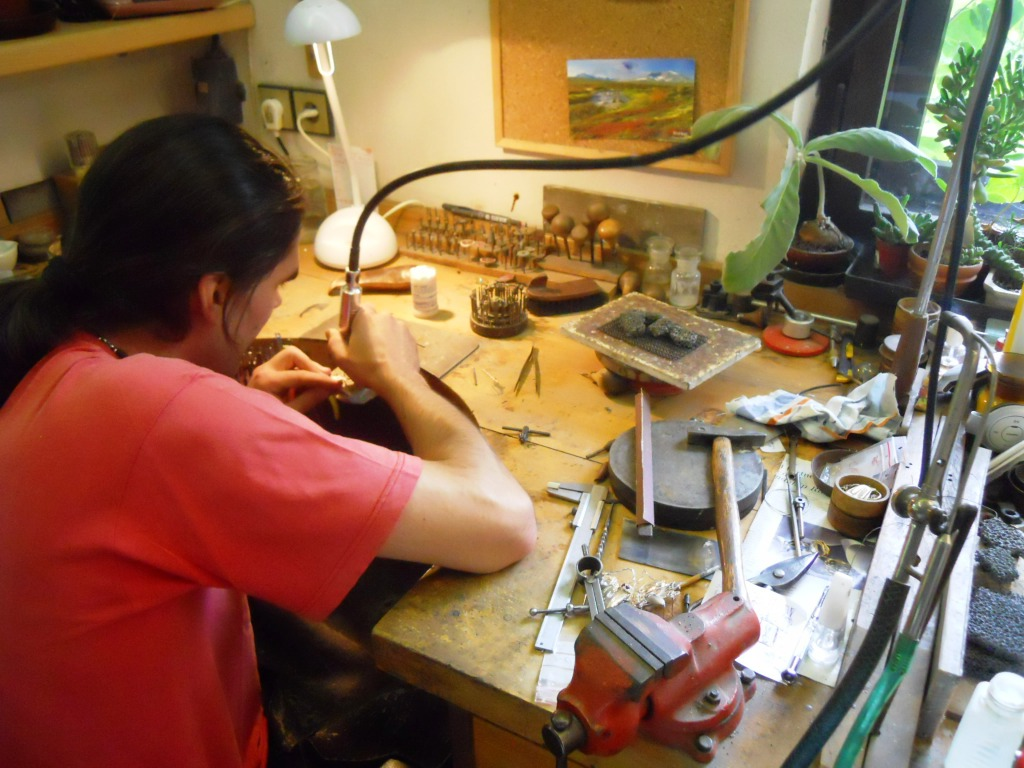
Goldschmied bei der Arbeit

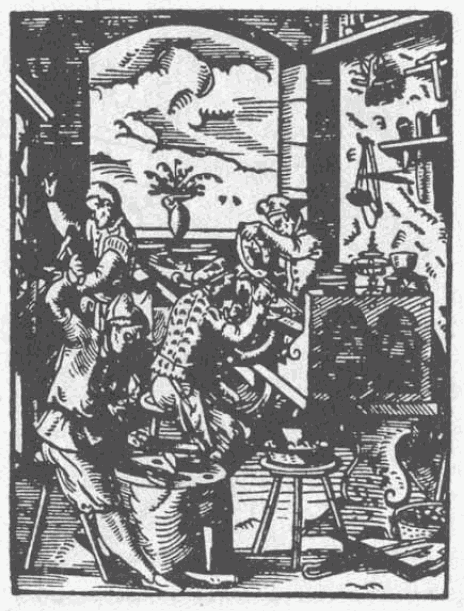
Der Goldschmied aus Jost Ammans Ständebuch, 1568

Zunftzeichen Goldschmied

## Gold- und Silberschmiede in der Geschichte

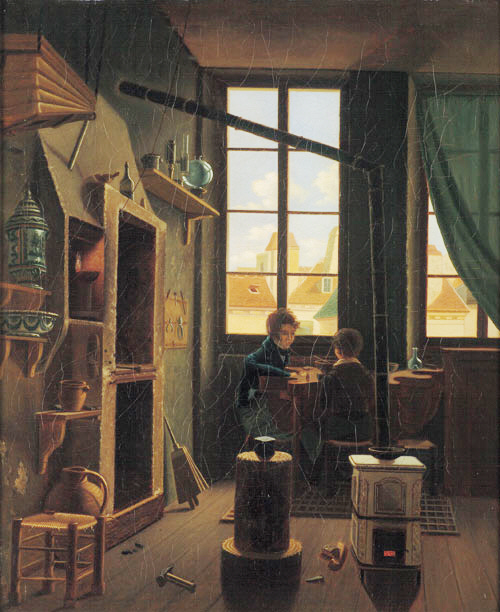
Goldschmiedewerkstatt, um 1830

Zur geschichtlichen Entwicklung der künstlerischen und technischen Aspekte siehe den Hauptartikel Goldschmiedekunst.
Solange die Verarbeitung von Edelmetall in Zünften organisiert war, also in den meisten mitteleuropäischen Städten seit etwa dem 14. Jahrhundert, waren in den Goldschmiedezünften sowohl diejenigen Handwerker, die eher mit Schmuck- und Edelsteinarbeiten befasst waren, also die heutigen Goldschmiede, als auch die Werkstätten, in denen hauptsächlich silberne Korpusstücke und Bestecke hergestellt wurden, zusammengefasst. Als Meisterstücke wurden denn auch neben goldenen Schmuckstücken auch die Anfertigung silberner Gefäße verlangt (so z. B. in Bremen noch um die Mitte des 19. Jahrhunderts ein silbernes Korpusstück, eine goldene Dose und einen goldenen Ring mit Steinen). Unabdingbare Fertigkeit für den Silberschmied war auch das Vergolden. Erst mit der Auflösung der Zünfte, in Deutschland zwischen 1810 und 1860, konnte an Stelle der Berufsbezeichnung „Goldschmied“ auch der Begriff „Silberarbeiter“ oder „Silberschmied“ treten, vor allem seit der Mitte des 19. Jahrhunderts mit dem Aufblühen einer spezialisierten Silberwarenindustrie und dann wieder mit den neuen Orientierungen des Kunsthandwerks im 20. Jahrhundert.
Goldschmiede waren auch gelegentlich zugleich Münz-Wardeine, da sie die Technik der Feingehaltsbestimmung beherrschen. Aus der Kunst des Gravierens, einer sich im späten Mittelalter verbreitenden Dekorationstechnik, hatte sich der frühe Kupferstich entwickelt. Ähnliche Arbeitstechniken sind teils von jeher in anderen Metallberufen angewandt worden, wie das Ziselieren, Guillochieren und das Anfertigen von Uhrgehäusen oder Gussmodellen. Andere haben sich erst in jüngerer Zeit entwickelt.
In der Liste der Schutzpatrone wird der Hl. Eligius als Patron der Goldschmiede aufgeführt.

## Heutiges Berufsbild

### Allgemein
Verarbeitet werden in der Regel Edelmetall-Legierungen (Gold, Platin, Silber, Palladium) und für die weitere Ausgestaltung eine Vielzahl von weiteren Materialien, wie beispielsweise Edelsteine, Perlen, Elfenbein, Emaille und Gummi (Kautschuk). Des Weiteren kommen Edelstahl und eher selten Eisen, Buntmetalle sowie Holz und auch Kunststoff zum Einsatz.
Der Beruf ist je nach Fertigungsschwerpunkt stark von handwerklicher Arbeit geprägt und selten industriell arbeitsteilig strukturiert. Fantasie, Geduld und ausgeprägte motorische (Auge-Hand-) Fähigkeiten sind Voraussetzungen für die überwiegend im Sitzen am Werkbrett ausgeführten Arbeitsabläufe. Da aber manche Arbeiten, wie z. B. Schmieden, Walzen oder Ziehen, auch im Stehen und mit einem hohen Kraftaufwand ausgeführt werden müssen, ist ein gewisses Maß an körperlicher Fitness ebenfalls erforderlich. Die vielfach noch mit einem Mundlötrohr ausgeführten Lötarbeiten setzen außerdem eine gute Lungenfunktion voraus, für das Erhitzen größerer Werkstücke wie auch für Schmelzarbeiten wird jedoch eher eine Lötpistole nach dem Bunsenbrennerprinzip oder mit Druckluftzuführung bevorzugt. Für höherschmelzende Metalle wird auch Propan-Sauerstoff verwendet. Seit etwa 1975 gibt es handliche Hydrozongeräte (Knallgaserzeuger) zum Löten mit feinen Flammen und sehr hohen Temperaturen. Auch die Nachbehandlung der Erzeugnisse, wie das Schleifen, Feinschleifen und Polieren, sowie das vielfach erforderliche Galvanisieren mit verschiedenfarbigen Goldüberzügen oder anderen Edelmetallen (Silber, Platin, Rhodium, Palladium), sowie die dazugehörigen galvanischen Vorbehandlungstechniken sind alltägliche Arbeiten des Goldschmieds. Seit etwa Mitte der 1990er Jahre werden in den Goldschmiedeateliers zunehmend Laserschweißgeräte eingesetzt. Durch diese Technologie sind viele Arbeiten möglich geworden, die bis dahin durch die hohen Wärmeleitwerte und die Temperaturempfindlichkeit vieler Schmuckbestandteile unmöglich waren. Seit dem Jahrtausendwechsel beginnen sich sehr langsam auch in den Handwerksbetrieben der Goldschmiede CAD-Techniken sowie Rapid-Prototyping-Verfahren durchzusetzen. Dies geht einher mit der Professionalisierung der Gusstechnologie, die es heute möglich macht, Schmuckstücke aus Edelmetall mit Genauigkeiten im Mikrometer-Bereich zu erzeugen.

### Deutschland
Wer heute in einem der beiden Berufe eine Meisterprüfung ablegt, führt den Titel Gold- und Silberschmiedemeister. Weder der Meisterbrief, noch eine bestandene Gesellenprüfung sind nötig, um einen Gold- oder Silberschmiedebetrieb zu betreiben. Mit der Novellierung der Handwerksordnung zum 1. Januar 2004 wurde das Goldschmiedehandwerk aus dem Bereich der zulassungspflichtigen Handwerke der Anlage A zur HwO entlassen und dem Bereich der zulassungsfreien Handwerke (Anlage B1 zur HwO) zugeordnet.
Wer sich als Goldschmied in Gestaltung spezialisieren möchte, kann sich an einer der Akademien für Gestaltung zum Gestalter im Handwerk professionalisieren. Angeboten wird ein einjähriger Vollzeitkurs oder die zweijährige berufsbegleitende Variante.
Das Andenken des Schutzpatrons des Berufsstandes wird in der bundesweit organisierten Eligius-Gilde gepflegt.

### Österreich
In Österreich gibt es den Lehrberuf Gold- und Silberschmied und Juwelier. Die duale Lehrausbildung beträgt 3,5 Jahre und kann mit einer Meister- und Befähigungsprüfung abgeschlossen werden.

### Schweiz

#### Berufliche Grundbildung
Die heutige Berufliche Grundbildung Goldschmied EFZ fasst die früheren Lehrberufe Goldschmied, Juwelenfasser und Silberschmied zusammen. Die Vorgängerberufe finden sich nun in den Fachrichtungen Edelsteinfassen, Goldschmieden und Silberschmieden
Die Ausbildung dauert vier Jahre.

#### Höhere Fachprüfung (Meisterprüfung)
Goldschmiedemeister, Silberschmiedemeister und Juwelenfassermeister haben die gleiche Prüfungsordnung, wobei bei der Prüfung natürlich auf die Eigenheiten von Beruf und Material eingegangen wird. Die Prüfung selbst ist eine höhere Fachprüfung.

## Verwandte Berufe
Über die Jahrhunderte betrachtet haben sich aus dem Edelmetall-Schmiede-Beruf (Feinschmied, zusammen mit dem verwandten Silberschmied) neue Berufsfelder heraus entwickelt:
- Edelmetalltechnik im Allgemeinen (Bearbeitungstechnik, Legierungsherstellung, Analyse, Halbzeugherstellung, (Blatt-)Goldschläger, Edelmetallscheiden, Recyclingtechnologien etc.)
- Zahlungsmittelherstellung (Münzen)
- Graveure, Guillocheure, Kupferstecher (Buchdruck), Ziseleure
- Metallbildner (Geschirr, Sakrales), Metallbildhauer
- Zahntechnik (Dentaltechnik)
- Oberflächentechnik (polieren, schleifen, beschichten)
- Galvanotechnik
- Uhrmacher
- Modellmacher (Wachs, Kunststoffe, Metall, CAD/CAM)
- Juwelengoldschmied, Edelsteinfasser (Kombination mit Juwelier)
- Vergolder (Blattgoldverarbeitung)
- Restaurierung von Goldobjekten

## Berühmte Goldschmiede
Aus dem Altertum sind etwa 120 Gold- und Silberschmiede beziehungsweise in damit eng verwandten Berufen tätige Handwerker bekannt. Dabei sind vor allem einige Griechen und vor allem Römer namentlich bekannt, zumeist jedoch aus Inschriften, seltener durch Werksignaturen (siehe Liste der antiken Gold- und Silberschmiede). Im europäischen Kulturraum sind nur wenige Goldschmiede aus dem frühen Mittelalter (vor 1000 n. Chr.) namentlich bekannt. Zu ihnen gehören Aligernus (Italien, 10. Jahrhundert), Altmar (altnordisch, Dänemark), Billfrith (Bilfrid, England 8. Jahrhundert), Brithnodus (England, 10. Jh.), Eligius von Noyon (Frankreich, 7. Jahrhundert), Ello und Undiho (Burgund, 8. Jh.), Gozbertus (9. Jahrhundert), Mabuinus (fränkisch, 6. Jh.), Marius (Schweiz, 6. Jh.), Pacificus (Italien 8. Jahrhundert), Tuotilo von St. Gallen (Schweiz 9. Jahrhundert), Turtuinus (fränkisch, 7. Jahrhundert), Vu(o)lvinus (Wolvinus, karolingisch 9. Jahrhundert).
Aus anderen europäischen Regionen sind Goldschmiede erst aus späterer Zeit namentlich bekannt, so aus Belgien und Spanien (ab 11. Jahrhundert), aus den Niederlanden, Polen und Portugal (ab 12. Jahrhundert). Norwegen (ab 14. Jahrhundert), Schweden (ab 15. Jahrhundert). Für die mittelalterlichen Handwerker bzw. Künstler ist es durchaus nicht ungewöhnlich, dass die Zuschreibung Goldschmied nur eine von mehreren Tätigkeitsbereichen (Berufsbezeichnungen) ist.
Zu den bekannteren Goldschmieden seit der romanischen Zeit (11./12. Jahrhundert) zählen:
- Theophilus Presbyter (um 1100/1120) (Rogerus von Helmarshausen)
- Eilbertus von Köln (um 1110/1160)
- Fridericus (Fredericus) (Köln, St. Pantaleon um 1150)
- Nikolaus von Verdun (um 1130–nach 1205)
- Johann Fust (um 1400–1466)
- Johannes Gutenberg (um 1400–1468)
- Albrecht Dürer der Ältere (um 1427–1502)
- Endres Dürer (1484–1555)
- Israhel van Meckenem der Ältere (15. Jahrhundert)
- Israhel van Meckenem der Jüngere (um 1440–1503)
- Hans von Reutlingen aus Aachen (um 1465–1547)
- Ludwig Krug (um 1488/90–1532)[3]
- Benvenuto Cellini (1500–1571)
- Antonius Eisenhoit (um 1553–1603)
- Balduin Drentwett aus Augsburg (1545–1627)
- Abraham (II) Drentwett aus Augsburg (1647–1729)
- Johann Melchior Dinglinger (1664–1731)
- Pierre Germain (Le Romain) (18. Jahrhundert)
- Johann Heinrich Rohr (18. Jahrhundert)
- Franz Christoph Mäderl (18. Jahrhundert)
- Reinhold Vasters (1827–1909), im Jahr 1979 entdeckt als Meisterfälscher von Renaissancekunst
- Franz Wüsten (1844–1893)
- Peter Carl Fabergé (1846–1920)
- René Lalique (1860–1945)
- Bernhard Witte (1868–1947)
- Meinrad Burch-Korrodi (1897–1978)
- Elisabeth Treskow (1898–1992)
- Fritz Schwerdt (1901–1970)
- Kurt Aepli (1914–2002)
- Friedrich Becker (1922–1997)
- Hermann Jünger (1928–2005)

### Goldschmiedfamilien

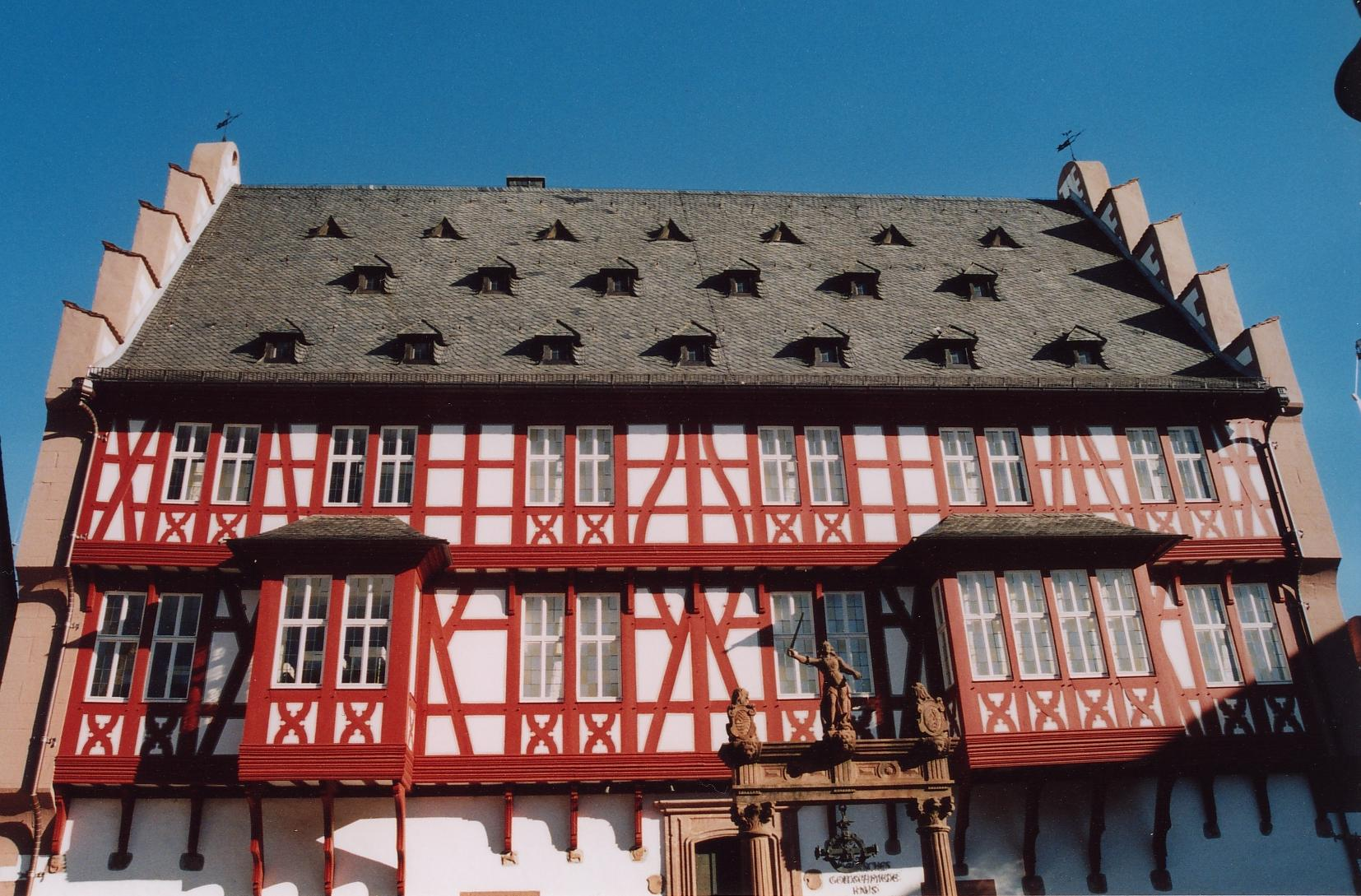
Deutsches Goldschmiedehaus (früher Altstädter Rathaus), Hanau

- Arfe (Spanien)
  - Enrique Arfe
  - Antonio Arfe
  - Juan de Arfe y Villafane
- Fabergé
- Germain (Paris; Frankreich)
  - Pierre Germain
  - Thomas Germain
  - François-Thomas Germain
- Jamnitzer (Nürnberg)
  - Wenzel Jamnitzer
  - Albert Jamnitzer
  - Christoph Jamnitzer

## Lehranstalten
- Gewerbliche Schule Schwäbisch Gmünd (Berufskolleg, Goldschmiede und Meisterschule)
- Goldschmiedeschule mit Uhrmacherschule Pforzheim
- Staatliche Zeichenakademie Hanau
- Meisterschule für Handwerker
- Staatliche Berufsfachschule für Glas und Schmuck Neugablonz
- Städtische Meisterschule für das Gold- und Silberschmiedhandwerk München